# Antipowka (obwód wołgogradzki)
Antipowka (ros. Антиповка) – wieś w Rosji, w obwodzie wołgogradzkim, w rejonie kamyszyńskim. W 2010 liczyła 2905 mieszkańców.